# Йосиповка (Полтавская область)
Йосиповка (укр. Йосипівка) — село,
Песковский сельский совет,
Козельщинский район,
Полтавская область,
Украина.
Код КОАТУУ — 5322084203. Население по переписи 2001 года составляло 152 человека.

## Географическое положение
Село Йосиповка находится в 2,5 км от левого берега реки Псёл,
выше по течению на расстоянии в 2,5 км расположено село Кнышовка,
ниже по течению на расстоянии в 3 км расположено село Запселье (Кременчугский район),
на противоположном берегу — село Гуньки (Кременчугский район).

## История
Село указано на специальной карте Западной части России Шуберта 1826-1840 годов как Осиновка